# Università Nazionale della Mongolia
L''Università Nazionale della Mongolia (abbreviato in NUM) è una università pubblica situata a Ulan Bator in Mongolia. Fondata nel 1942, è la più antica istituzione di istruzione superiore in Mongolia e originariamente fu chiamata "Università Statale di Choibalsan" in onore dell'allora Primo Ministro Khorloogiin Choibalsan. Ospita 5 facoltà principali a Ulaanbaatar, due succursali (a Uliastai, provincia di Zavkhan e Erdenet, provincia di Orkhon) e tre accademie di importanza nazionale (Studi Mongoli, economia e sviluppo sostenibile).
Dopo la fondazione della Repubblica Popolare Mongola e della sua prima scuola secondaria moderna nel 1921, si ritenne necessario istituire un istituto accademico di livello superiore. Nel 1942, il governo istituì l'Università Nazionale della Mongolia come prima università del Paese, i cui primi studenti si laurearono nel 1946. Durante il socialismo, l'università fungeva da centro di formazione per l'élite del partito. L'istruzione era finanziata e rigorosamente controllata dallo Stato. Dopo la democratizzazione, si trasformò gradualmente in un'università più moderna. Nel 1995, iniziò a offrire corsi di laurea triennale, magistrale e dottorato.
Occupa un posto di rilievo nella storia moderna della Mongolia, essendo stata sia la sua prima università sia la casa madre di molte delle più prestigiose università del Paese. Molti degli istituti di istruzione superiore del Paese possono far risalire le proprie origini alle facoltà e ai sottoistituti dell'Università Nazionale della Mongolia, tra cui l'Università di Scienza e Tecnologia, l'Università di Scienze della Vita, l'Università di Scienze Mediche e l'Universita delle scienze umane.
Nel 2018, oltre 18.000 studenti erano iscritti a vari programmi, per lo più tenuti in mongolo.